# 韓紘
韓紘（1460年—？），字繼遠，山西太原府陽曲縣人，民籍，明朝政治人物。

## 生平
山西鄉試第七名舉人。弘治六年（1493年）中式癸丑科會試第八十一名，三甲第一百零二名進士。

## 家族
曾祖韓從周；祖父韓英；父韓彰，池州府推官。前母張氏；母李氏。慈侍下。兄韩绍。